# العلاقات البريطانية الليتوانية
العلاقات البريطانية الليتوانية هي العلاقات الثنائية التي تجمع بين المملكة المتحدة وليتوانيا.

## مقارنة بين البلدين
هذه مقارنة عامة ومرجعية للدولتين:
| وجه المقارنة                                              | المملكة المتحدة                 | ليتوانيا                                                    |
| --------------------------------------------------------- | ------------------------------- | ----------------------------------------------------------- |
| المساحة (كم2)                                             | 242.50 ألف                      | 65.30 ألف                                                   |
| عدد السكان (نسمة)                                         | 66.02 مليون                     | 2.79 مليون                                                  |
| الكثافة السكانية (ن./كم²)                                 | 272.25                          | 42.73                                                       |
| العاصمة                                                   | لندن                            | فيلنيوس، كاوناس                                             |
| اللغة الرسمية                                             | لغة إنجليزية، اللغة الويلزية    | اللغة الليتوانية                                            |
| العملة                                                    | جنيه إسترليني                   | ليتاس ليتواني، يورو                                         |
| الناتج المحلي الإجمالي (بليون دولار)                      | 2.62 تريليون                    | 47.17 مليار                                                 |
| الناتج المحلي الإجمالي (تعادل القوة الشرائية) بليون دولار | 2.72 تريليون                    | 84.06 مليار                                                 |
| الناتج المحلي الإجمالي الاسمي للفرد دولار أمريكي          | 43.88 ألف                       | 14.15 ألف                                                   |
| الناتج المحلي الإجمالي للفرد دولار أمريكي                 | 40.23 ألف                       | 27.69 ألف                                                   |
| مؤشر التنمية البشرية                                      | 0.907                           | 0.839                                                       |
| رمز المكالمات الدولي                                      | +44                             | +370                                                        |
| رمز الإنترنت                                              | .uk، .gb                        | .lt                                                         |
| المنطقة الزمنية                                           | توقيت غرينيتش، توقيت غرب أوروبا | ت ع م+02:00، ت ع م+03:00، أوروبا/فيلنيوس ‏، توقيت شرق أوروبا |

## مدن متوأمة
في ما يلي قائمة باتفاقيات التوأمة بين مدن بريطانية وليتوانية:
- ترتبط North Tyneside [الإنجليزية]‏ مع كلايبيدا باتفاقية توأمة.
- ترتبط Sherborne [الإنجليزية]‏ مع بريناي باتفاقية توأمة.
- ترتبط هدرسفيلد مع Plungė [الإنجليزية]‏ باتفاقية توأمة.
- ترتبط إدنبرة مع فيلنيوس باتفاقية توأمة منذ 1977.[18][18][19][19]

## منظمات دولية مشتركة
يشترك البلدان في عضوية مجموعة من المنظمات الدولية، منها:
| علم المنظمة | اسم المنظمة                               | تاريخ انضمام المملكة المتحدة | تاريخ انضمام ليتوانيا |
| ----------- | ----------------------------------------- | ---------------------------- | --------------------- |
|             | منظمة الأمن والتعاون في أوروبا            | 25 يونيو 1973                | 10 سبتمبر 1991        |
|             | منظمة التعاون الاقتصادي والتنمية          | 2 مايو 1961                  | 5 يوليو 2018          |
|             | مركز تنسيق الحركة في أوروبا ‏              | ?                            | ?                     |
|             | مجموعة الموردين النوويين                  | ?                            | ?                     |
|             | مؤسسة التنمية الدولية                     | 24 سبتمبر 1960               | 23 سبتمبر 2011        |
|             | حلف شمال الأطلسي                          | 4 أبريل 1949                 | 29 مارس 2004          |
|             | يونسكو                                    | 4 نوفمبر 1946                | 7 أكتوبر 1991         |
|             | مؤسسة التمويل الدولية                     | 20 يوليو 1956                | 15 يناير 1993         |
|             | منظمة الشرطة الجنائية الدولية             | ?                            | ?                     |
|             | الاتحاد الأوروبي                          | 1973                         | 1 مايو 2004           |
|             | منظمة التجارة العالمية                    | 1995                         | ?                     |
|             | الاتحاد الدولي للاتصالات                  | 24 فبراير 1871               | 1 يوليو 1923          |
|             | المركز الدولي لتسوية المنازعات الاستشارية | 18 يناير 1967                | 5 أغسطس 1992          |
|             | منظمة حظر الأسلحة الكيميائية              | ?                            | ?                     |
|             | الأمم المتحدة                             | 24 أكتوبر 1945               | 17 سبتمبر 1991        |
|             | وكالة ضمان الاستثمار متعدد الأطراف        | 12 أبريل 1988                | 8 يونيو 1993          |
|             | البنك الدولي للإنشاء والتعمير             | 27 ديسمبر 1945               | 6 يوليو 1992          |
|             | الاتحاد البريدي العالمي                   | ?                            | ?                     |
|             | مجلس أوروبا                               | 5 مايو 1949                  | ?                     |
|             | المنظمة الأوروبية لسلامة الملاحة الجوية   | 1960                         | 2006                  |
|             | اتفاقية السماوات المفتوحة                 | ?                            | ?                     |

## أعلام
هذه قائمة لبعض الشخصيات التي تربطها علاقات بالبلدين:
- بن ميلر (24 فبراير 1966[30] – )

## معرض صور

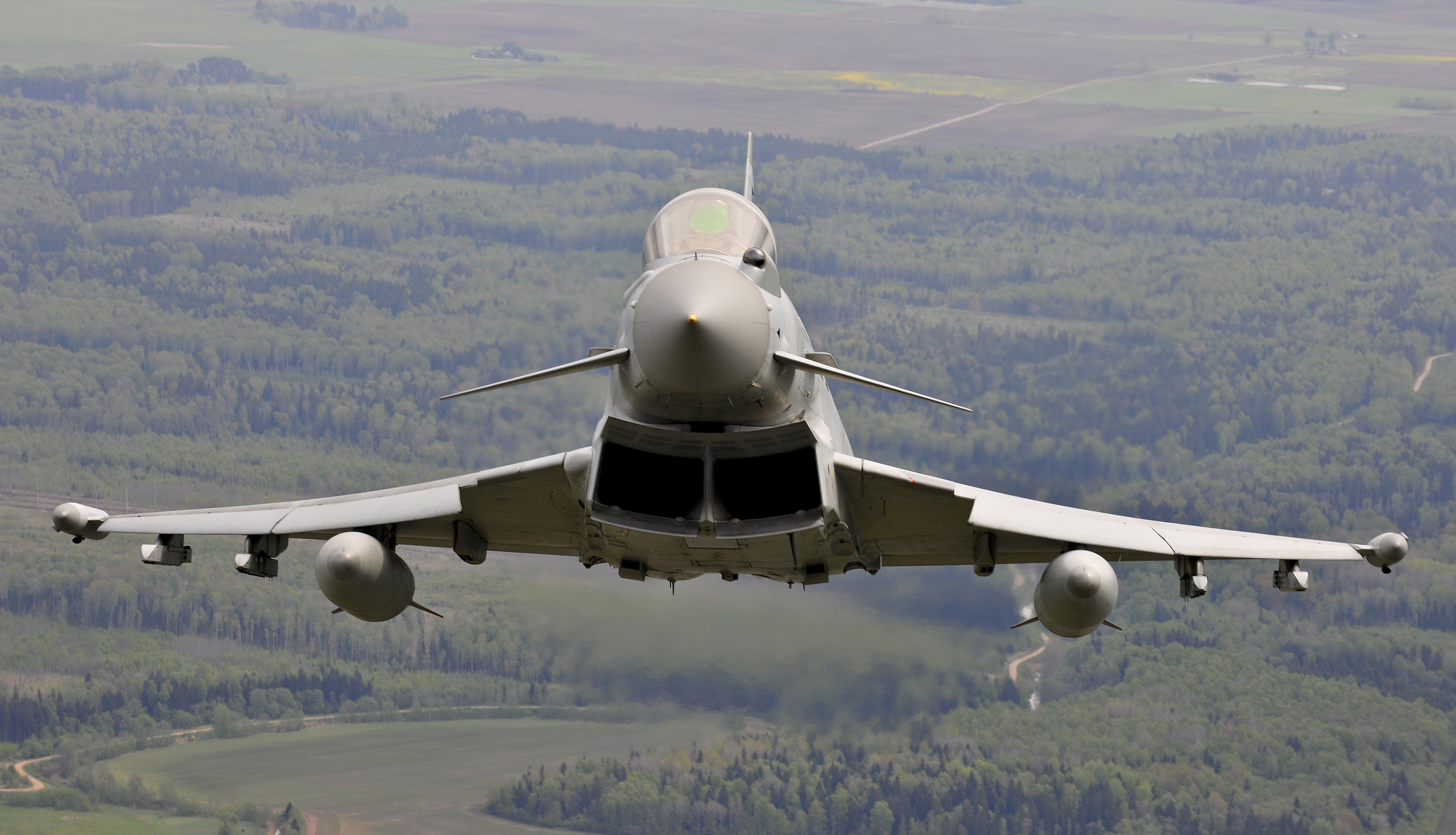
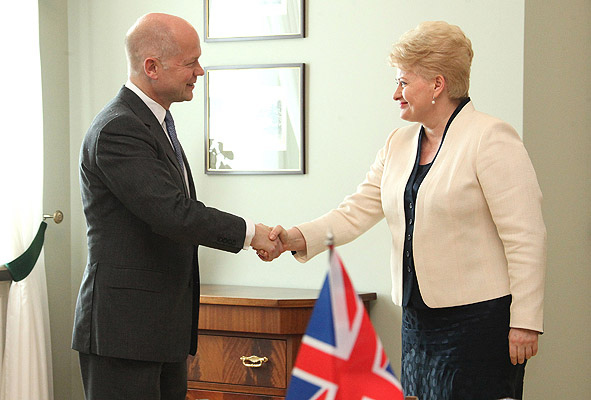
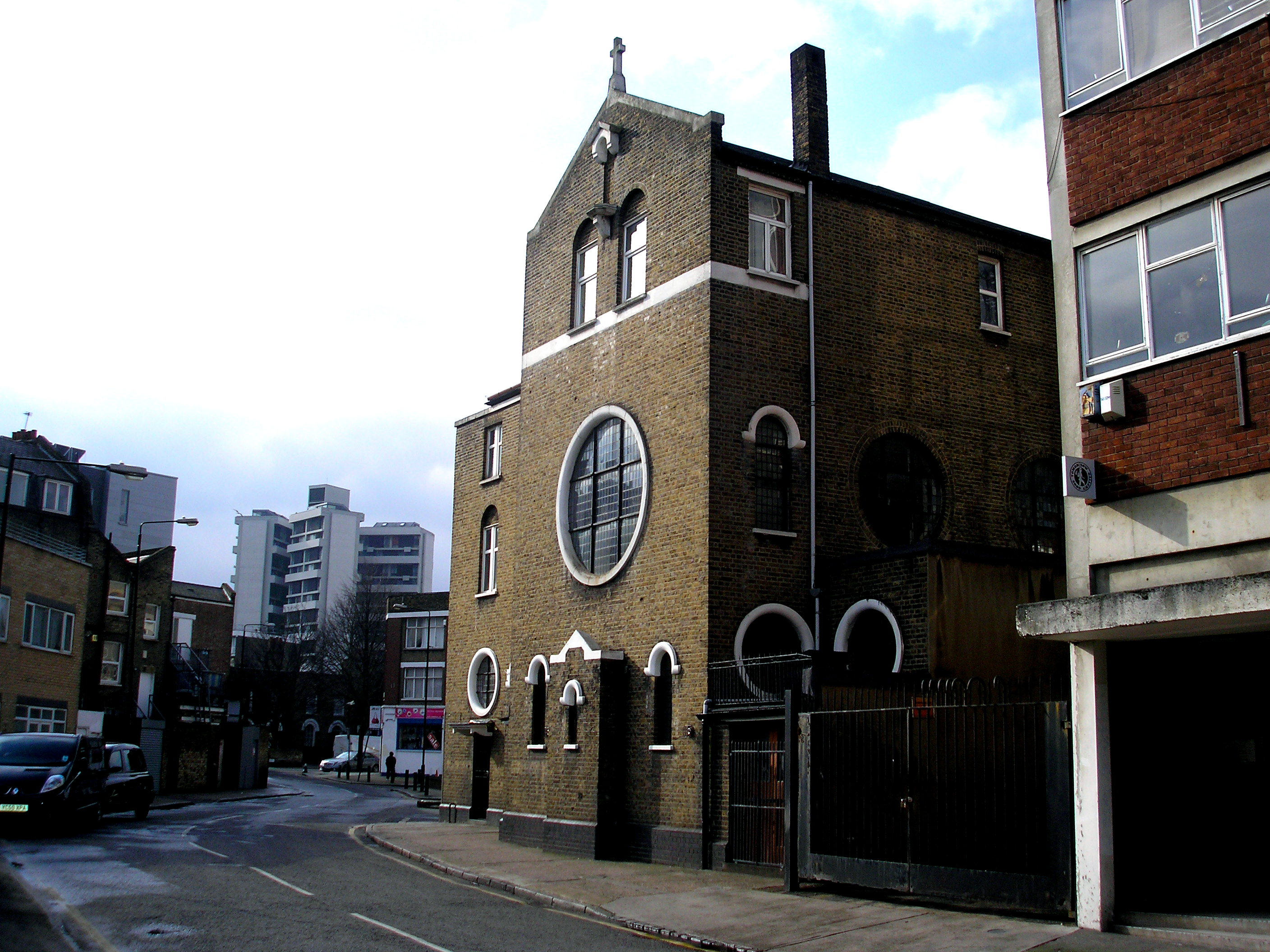
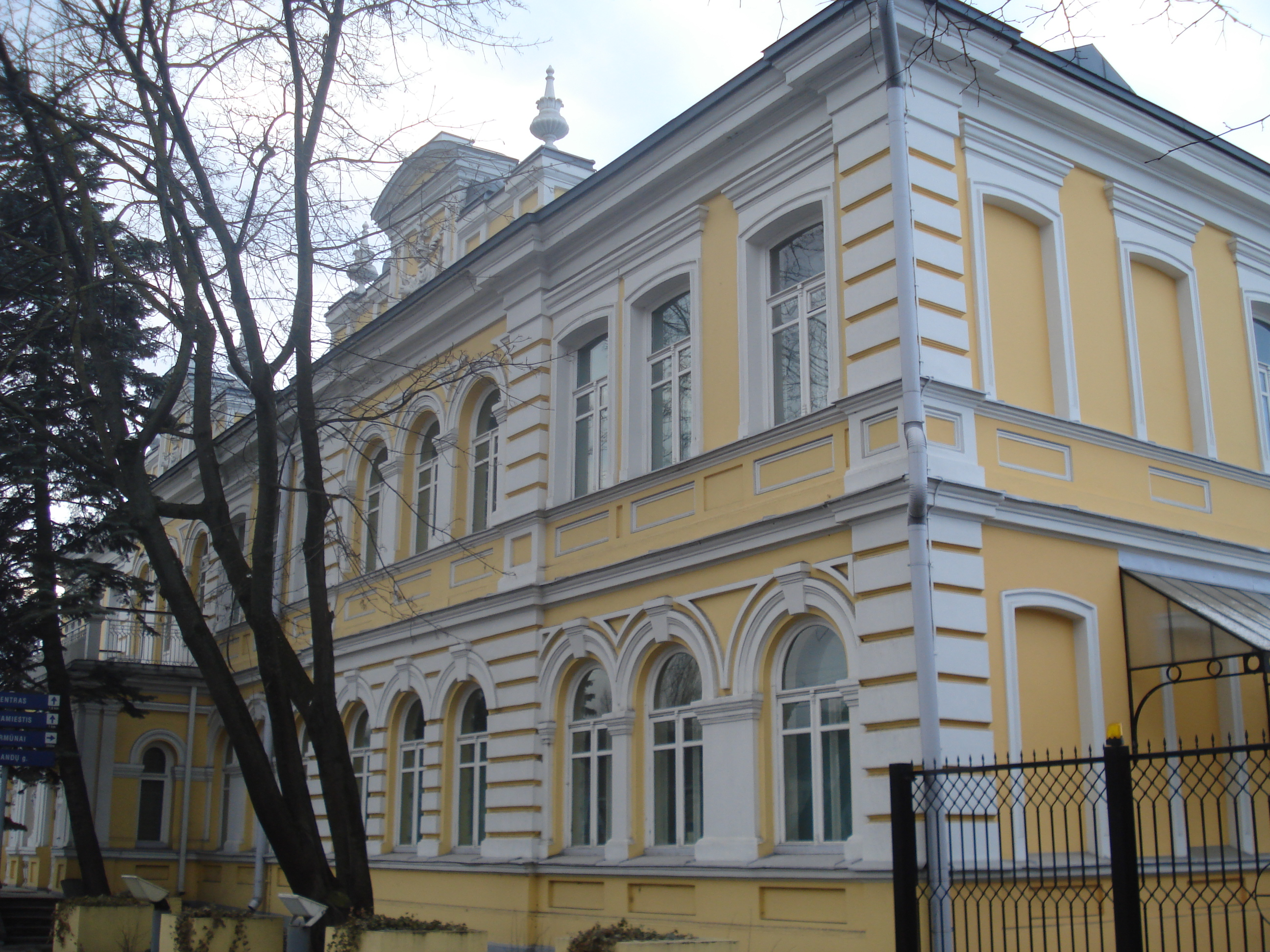
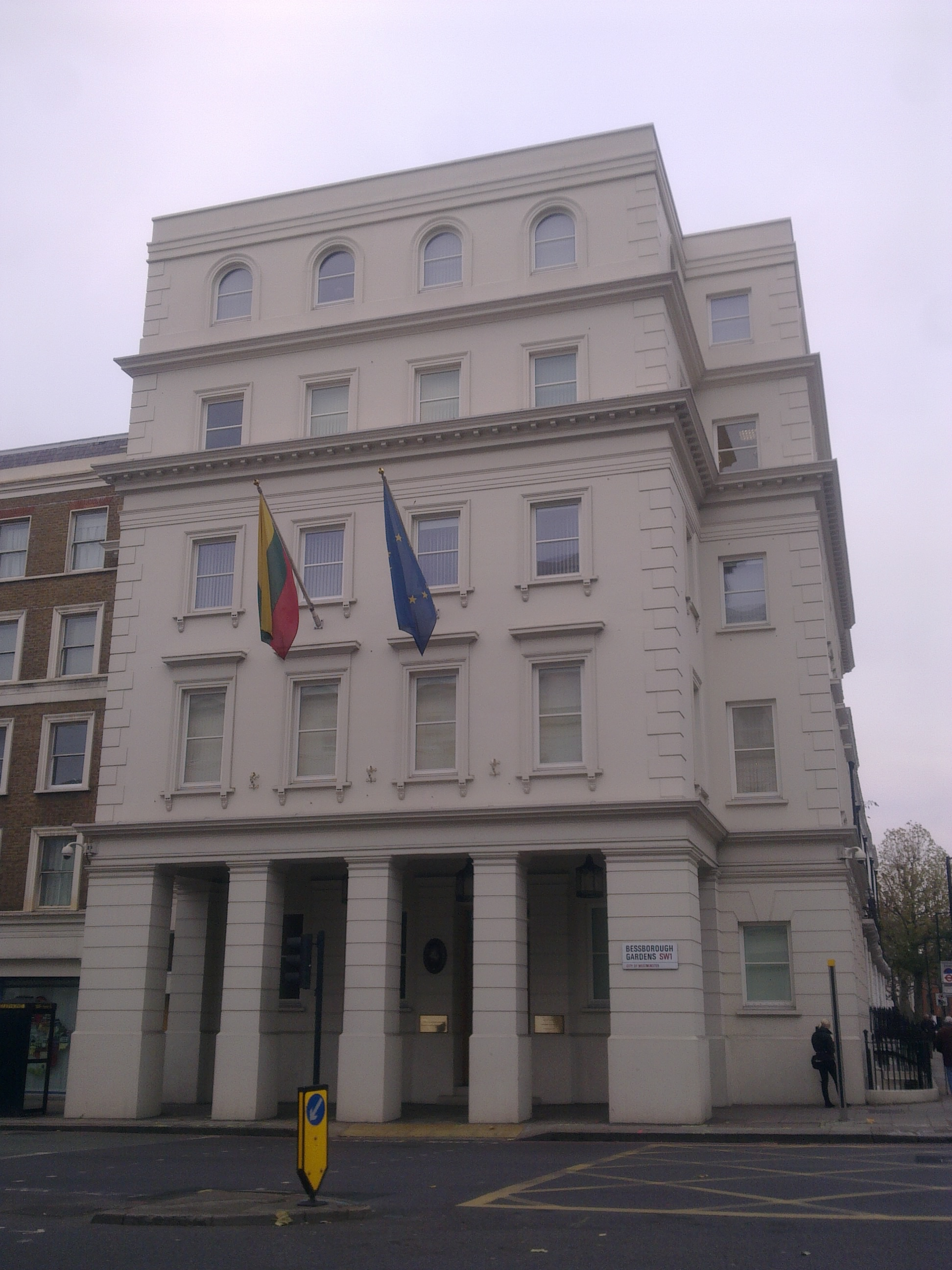

## وصلات خارجية
- موقع وزارة الخارجية البريطانية
- موقع وزارة الخارجية الليتوانية